# Функция распределения

Функции распределения гауссовых случайных величин.

Фу́нкция распределе́ния в теории вероятностей — функция, характеризующая  распределение случайной величины или случайного вектора. В одномерном случае функция распределения — это вероятность того, что случайная величина {\displaystyle X} примет значение, меньшее  {\displaystyle x}, где {\displaystyle x} — произвольное действительное число.

## Определение
Пусть дано вероятностное пространство {\displaystyle (\Omega ,{\mathcal {F}},\mathbb {P} )}, и на нём определена случайная величина {\displaystyle X} с распределением {\displaystyle \mathbb {P} ^{X}}. Тогда функцией распределения случайной величины {\displaystyle X} называется функция {\displaystyle F_{X}}, задаваемая формулой:
{\displaystyle F_{X}(x)=\mathbb {P} (X<x)\equiv \mathbb {P} ^{X}\left((-\infty ,x)\right)}.
То есть функцией распределения (вероятностей) случайной величины  {\displaystyle X} называют функцию  {\displaystyle F(x)}, значение которой в точке  {\displaystyle x} равно вероятности события {\displaystyle \{X<x\}}, то есть события, состоящего только из тех элементарных исходов, для которых {\displaystyle X<x}.

## Свойства
- {\displaystyle F_{X}} непрерывна слева[6]:
{\displaystyle \lim \limits _{x\to x_{0}-}F_{X}(x)=F_{X}(x)}
- {\displaystyle F_{X}} не убывает на всей числовой прямой.
- {\displaystyle \lim \limits _{x\to -\infty }F_{X}(x)=0}.
- {\displaystyle \lim \limits _{x\to +\infty }F_{X}(x)=1}.

Если функция {\displaystyle F(x)} удовлетворяет четырём перечисленным выше свойствам, то существует вероятностное пространство и определённая на нём случайная величина, такая что {\displaystyle F(x)} является её функцией распределения.
Функция {\displaystyle F_{X}} была бы непрерывна справа:
{\displaystyle \lim \limits _{x\to x_{0}+}F_{X}(x)=F_{X}(x)},
если бы определение функции распределения было бы следующее:
{\displaystyle F_{X}(x)=\mathbb {P} (X\leqslant x)}.
Такое определение функции распределения используется реже, например у математика Ширяева А. Н.

### Тождества
Из свойств вероятности следует, что {\displaystyle \forall x\in \mathbb {R} ,\;\forall a,b\in \mathbb {R} }, таких что {\displaystyle a<b}:
- {\displaystyle \mathbb {P} (a\leqslant X\leqslant b)=F_{X}(b+0)-F_{X}(a)};
- {\displaystyle \mathbb {P} (a\leqslant X<b)=F_{X}(b-0)-F_{X}(a)};

## Дискретные распределения
Если случайная величина {\displaystyle X} дискретна, то есть её распределение однозначно задаётся функцией вероятности:
{\displaystyle \mathbb {P} (X=x_{i})=p_{i},\;i=1,2,\ldots },
то функция распределения {\displaystyle F_{X}} этой случайной величины кусочно-постоянна и может быть записана как:
{\displaystyle F_{X}(x)=\sum \limits _{i\colon x_{i}<x}p_{i}}.
Эта функция непрерывна во всех точках {\displaystyle x\in \mathbb {R} }, таких что {\displaystyle x\not =x_{i},\;\forall i}, и имеет разрыв первого рода в точках {\displaystyle x=x_{i},\;\forall i}.

## Непрерывные распределения
Распределение {\displaystyle \mathbb {P} ^{X}} называется непрерывным, если такова его функция распределения {\displaystyle F_{X}}. В этом случае:
{\displaystyle \mathbb {P} (X=x)=0,\;\forall x\in \mathbb {R} },
и
{\displaystyle F_{X}(x-0)=F_{X}(x+0)=F_{X}(x),\;\forall x\in \mathbb {R} },
а следовательно формулы имеют вид:
{\displaystyle \mathbb {P} (X\in |a,b|)=F_{X}(b)-F_{X}(a)},
где {\displaystyle |a,b|} означает любой интервал, открытый или закрытый, конечный или бесконечный.

## Абсолютно непрерывные распределения
Распределение {\displaystyle \mathbb {P} ^{X}} называется абсолютно непрерывным, если существует неотрицательная почти всюду функция {\displaystyle f_{X}(x)}, такая что:
{\displaystyle F_{X}(x)=\int \limits _{-\infty }^{x}\!f_{X}(t)\,dt}.
Функция {\displaystyle f_{X}} называется плотностью распределения. Известно, что функция распределения абсолютно непрерывного распределения непрерывна, и, более того, если {\displaystyle f_{X}\in C(\mathbb {R} )}, то {\displaystyle F_{X}\in {\mathcal {D}}(\mathbb {R} )}, и
{\displaystyle {\frac {d}{dx}}F_{X}(x)=f_{X}(x),\;\forall x\in \mathbb {R} }.

## Вариации и обобщения

### Многомерные функции распределения
Пусть {\displaystyle (\Omega ,{\mathcal {F}},\mathbb {P} )} фиксированное вероятностное пространство, и {\displaystyle X=(X_{1},\ldots ,X_{n})\colon \Omega \to \mathbb {R} ^{n}} — случайный вектор. Тогда распределение {\displaystyle \mathbb {P} ^{X}}, называемое распределением случайного вектора {\displaystyle X} или совместным распределением случайных величин {\displaystyle X_{1},\ldots ,X_{n}}, является вероятностной мерой на {\displaystyle \mathbb {R} ^{n}}. Функция этого распределения {\displaystyle F_{X}} задаётся по определению следующим образом:
{\displaystyle F_{X}(x_{1},\ldots ,x_{n})=\mathbb {P} (X_{1}<x_{1},\ldots ,X_{n}<x_{n})\equiv \mathbb {P} ^{X}\left(\prod \limits _{i=1}^{n}(-\infty ,x_{i})\right)},
где {\displaystyle \prod } в данном случае обозначает декартово произведение множеств.
Свойства многомерных функций распределения аналогичны одномерному случаю. Также сохраняется взаимно-однозначное соответствие между распределениями на {\displaystyle \mathbb {R} ^{n}} и многомерными функциями распределения. Однако, формулы для вычисления вероятностей существенно усложняются, и потому функции распределения редко используются для {\displaystyle n>1}.